# Gnypeta lohsei
Gnypeta lohsei es una especie de escarabajo del género Gnypeta, tribu Oxypodini, familia Staphylinidae. Fue descrita científicamente por Klimaszewski en 2008.
Se distribuye por Canadá y Estados Unidos. La especie se mantiene activa durante los meses de enero y agosto y la longitud del cuerpo es de aproximadamente 2,7-3 milímetros.